# گروه سیام سمنت
گروه سیام سمنت (انگلیسی: Siam Cement Group) شرکت خوشه‌ای تایلندی است، که در سال ۱۹۱۳ تأسیس شد.